# Julian Theobald
Julian Theobald (ur. 11 listopada 1984 w Gießen) – niemiecki kierowca wyścigowy.

## Kariera

### Początki
Theobald rozpoczął karierę w wyścigach samochodowych w 2002 roku, od startów w Formule König. Z dorobkiem 39 punktów uplasował się na 23 miejscu w klasyfikacji generalnej. Rok później w tej samej serii zdobył już 119 punktów. Dało mu to tym razem 11 pozycję w klasyfikacji.

### Formuła Renault 2.0
W 2004 roku Julian wystartował w Niemieckiej edycji Formuły Renault 2.0. Uzbierane 23 punkty pozwoliły mu zająć 28 pozycję w klasyfikacji generalnej.

### Formuła 3
W 2005 roku Niemiec pojawił się na starcie Recaro Formel 3 Cup, gdzie był jedenasty. Rok później awansował już do Formuły 3 Euroseries, gdzie spisał się bardzo dobrze. Sześć zwycięstw i dziewięć miejsc na podium pozwoliło mu uzbierać 73 punkty w klasyfikacji. Dzięki temu wywalczył tytuł mistrzowski w serii.

### Formuła Renault 3.5
W sezonie 2007 Julian rozpoczął starty w prestiżowej Formule Renault 3.5. W ciągu dwóch lat występów nie zdołał jednak zdobyć żadnego punktu. Został sklasyfikowany odpowiednio na 36 i 33 miejscu w klasyfikacji generalnej.

### Formuła 2
W mistrzostwach Formuły 2 Niemiec występował w latach 2010–2011. Kiedy w pierwszym sezonie nie punktował, w 2011 roku zdobył łącznie osiem punktów. Dało mu to ostatecznie 19 lokatę w klasyfikacji kierowców.

## Statystyki
| Sezon | Seria                        | Zespół                    | Wyścigi | Zwycięstwa | PP | NO | Podium | Punkty | Pozycja |
| ----- | ---------------------------- | ------------------------- | ------- | ---------- | -- | -- | ------ | ------ | ------- |
| 2002  | Formuła König                |                           | 12      | 0          |    | 0  | 0      | 39     | 23      |
| 2003  | Formuła König                |                           | 12      | 0          | 0  | 0  | 0      | 119    | 11      |
| 2004  | Niemiecka Formuła Renault    |                           | 11      | 0          | 0  | 0  | 0      | 23     | 28      |
| 2005  | Recaro Formel 3 Cup          | SMS Seyffarth Junior Team | 18      | 0          | 0  | 1  | 0      | 11     | 11      |
| 2006  | Trofeum Formuły 3 Euroseries | SMS Seyffarth Motorsport  | 10      | 6          | 2  | 6  | 9      | 73     | 1       |
| 2007  | Formuła Renault 3.5          | EuroInternational         | 8       | 0          | 0  | 0  | 0      | 0      | 36      |
| 2008  | Formuła Renault 3.5          | Fortec Motorsport         | 4       | 0          | 0  | 0  | 0      | 0      | 33      |
| 2010  | Formuła 2                    | MotorSport Vision         | 6       | 0          | 0  | 0  | 0      | 0      | NS      |
| 2011  | Formuła 2                    | MotorSport Vision         | 14      | 0          | 0  | 0  | 0      | 8      | 19      |

## Wyniki w Formule Renault 3.5
| Legenda oznaczeń w tabelach wyników Wyświetl szablon na nowej stronie | Legenda oznaczeń w tabelach wyników Wyświetl szablon na nowej stronie                                                                     |
| Oznaczenie                                                            | Wyjaśnienie |
| --------------------------------------------------------------------- | --- |
| Złoty                                                                 | Zwycięzca lub mistrzostwo |
| Srebrny                                                               | 2. miejsce lub wicemistrzostwo |
| Brązowy                                                               | 3. miejsce lub II wicemistrzostwo |
| Zielony                                                               | Ukończył, punktował (w klasyfikacji generalnej, gdy zdobył co najmniej jeden punkt na przestrzeni sezonu, poza trzema powyższymi opcjami) |
| Niebieski                                                             | Ukończył, nie punktował (w klasyfikacji generalnej, gdy nie zdobył co najmniej jednego punktu na przestrzeni sezonu)                      |
| Czerwony                                                              | Nie zakwalifikował się (NZ) |
| Czerwony                                                              | Nie prekwalifikował się (NPK) |
| Różowy                                                                | Nie ukończył (NU) |
| Różowy                                                                | Niesklasyfikowany (NS) (w klasyfikacji generalnej, gdy nie został sklasyfikowany w żadnym wyścigu sezonu)                                 |
| Czarny                                                                | Zdyskwalifikowany (DK) |
| Czarny                                                                | Wykluczony (WYK/EX) |
| Biały                                                                 | Nie wystartował (NW) |
| Biały                                                                 | Kontuzjowany (K/INJ) |
| Biały                                                                 | Wyścig odwołany (OD/C) |
| Bez koloru                                                            | Został wycofany (WYC/WD) |
| Bez koloru                                                            | Nie przybył (NP/DNA) |
| Bez koloru                                                            | Nie brał udziału w treningach (NT/DNP) |
| Bez koloru                                                            | Nie został zgłoszony (–) |
| Pogrubienie                                                           | Start z pole position |
| Kursywa                                                               | Najszybsze okrążenie wyścigu |
| †                                                                     | Nie ukończył, ale jego rezultat został zaliczony ze względu na przejechanie więcej niż 90% dystansu wyścigu.                              |
| *                                                                     | Sezon w trakcie |
| 1/2/3                                                                 | Punktowana pozycja w sprincie kwalifikacyjnym                                                                                             |
| Lista systemów punktacji Formuły 1                                    | |

| Rok  | Zespół            | Wyniki w poszczególnych eliminacjach | Wyniki w poszczególnych eliminacjach | Wyniki w poszczególnych eliminacjach | Wyniki w poszczególnych eliminacjach | Wyniki w poszczególnych eliminacjach | Wyniki w poszczególnych eliminacjach | Wyniki w poszczególnych eliminacjach | Wyniki w poszczególnych eliminacjach | Wyniki w poszczególnych eliminacjach | Wyniki w poszczególnych eliminacjach | Wyniki w poszczególnych eliminacjach | Wyniki w poszczególnych eliminacjach | Wyniki w poszczególnych eliminacjach | Wyniki w poszczególnych eliminacjach | Wyniki w poszczególnych eliminacjach | Wyniki w poszczególnych eliminacjach | Wyniki w poszczególnych eliminacjach | Punkty | Pozycja |
| ---- | ----------------- | ------------------------------------ | ------------------------------------ | ------------------------------------ | ------------------------------------ | ------------------------------------ | ------------------------------------ | ------------------------------------ | ------------------------------------ | ------------------------------------ | ------------------------------------ | ------------------------------------ | ------------------------------------ | ------------------------------------ | ------------------------------------ | ------------------------------------ | ------------------------------------ | ------------------------------------ | ------ | ------- |
| 2007 | EuroInternational | ITA                                  | ITA                                  | DEU                                  | DEU                                  | MON                                  | HUN                                  | HUN                                  | BEL                                  | BEL                                  | GBR                                  | GBR                                  | FRA                                  | FRA                                  | PRT                                  | PRT                                  | ESP                                  | ESP                                  | 0      | 36      |
| 2007 | EuroInternational | –                                    | –                                    | –                                    | –                                    | –                                    | –                                    | –                                    | –                                    | –                                    | 23                                   | 18                                   | NU                                   | 23                                   | 26                                   | NU                                   | 25                                   | 18                                   | 0      | 36      |
| 2008 | Fortec Motorsport | ITA                                  | ITA                                  | BEL                                  | BEL                                  | MON                                  | GBR                                  | GBR                                  | HUN                                  | HUN                                  | DEU                                  | DEU                                  | FRA                                  | FRA                                  | PRT                                  | PRT                                  | ESP                                  | ESP                                  | 0      | 33      |
| 2008 | Fortec Motorsport | 15                                   | 15                                   | NU                                   | 21                                   | –                                    | –                                    | –                                    | –                                    | –                                    | –                                    | –                                    | –                                    | –                                    | –                                    | –                                    | –                                    | –                                    | 0      | 33      |